# Codex St. Emmeram

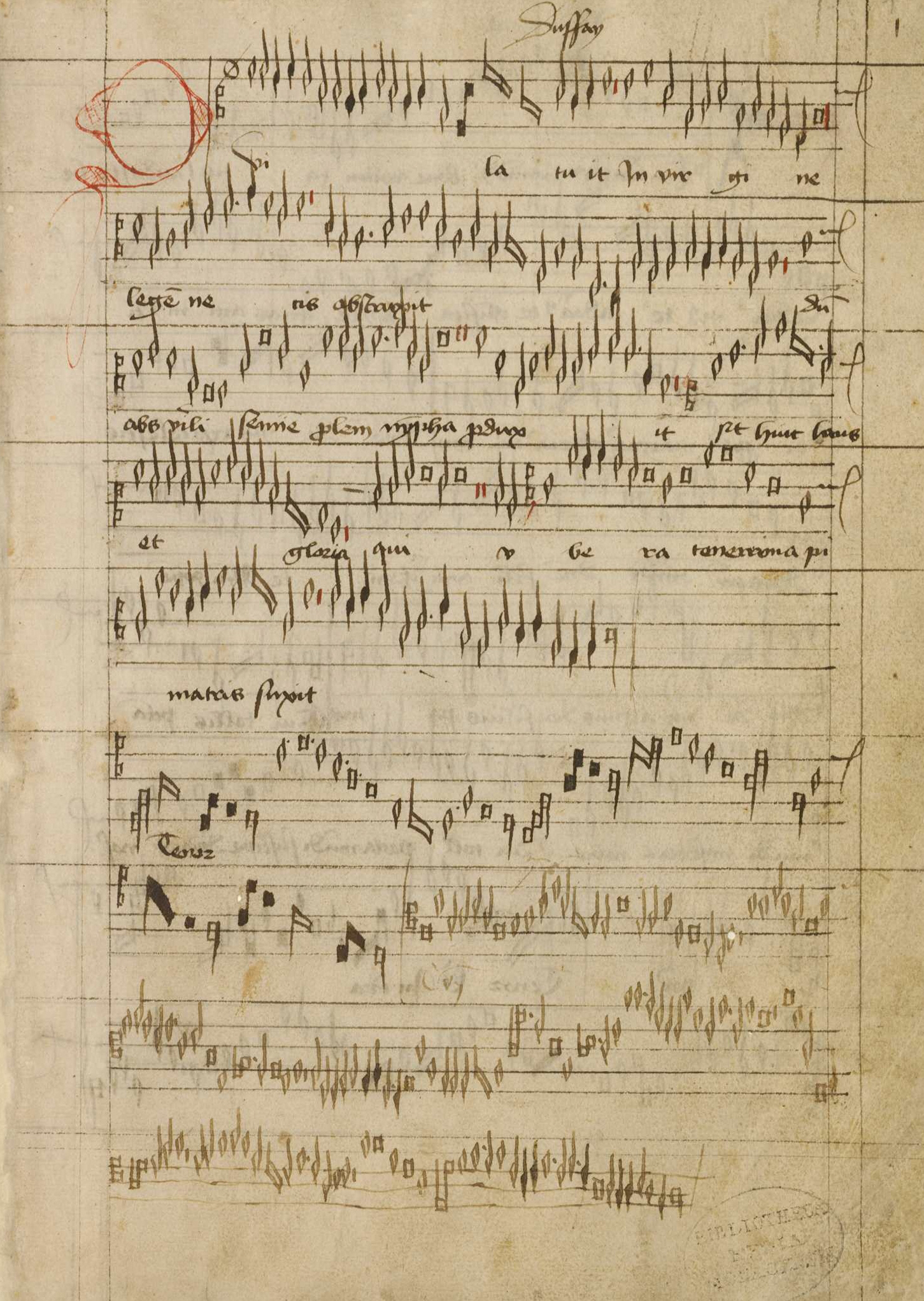
Codex St. Emmeram, fol. 1r

Der Codex St. Emmeram ist eine Sammelhandschrift aus dem Regensburger Kloster Sankt Emmeram, die zwischen 1436 und 1459 entstand und musikalische Werke enthält.

## Inhalt
Die Handschrift enthält vorwiegend geistliche Werke aus dem Zeitraum von circa 1370–1450 mit mehr als 270 mehrstimmigen Kompositionen vor allem deutschen, italienischen, französischen und englischen Ursprungs, darunter 72 Sätze aus Messen und 125 Motetten. Viele der Werke sind Kontrafakturen. Es sind unter anderem Werke von Guillaume Du Fay, Gilles Binchois, Johannes Roullet und John Dunstable vertreten. Einige der Stücke sind Einzelüberlieferungen ansonsten unbekannter deutscher Komponisten, darunter mehrstimmige Fassungen volkstümlicher Credo-Melodien.
Die Handschrift ist teils in schwarzer und teils in weißer Mensuralnotation gehalten und an einigen Stellen ungenau.

## Überlieferung
Begonnen und teilweise fortgeführt wurde die Handschrift von Hermann Pötzlinger, der ab 1448 im Kloster Sankt Emmeram tätig war. Im Zuge der Säkularisation gelangte sie 1811 in den Besitz der Königlich Baierischen Hof- und Centralbibliothek, der heutigen Bayerischen Staatsbibliothek, wo sie unter der Signatur clm 14274 verwahrt wird. Es gibt Übereinstimmungen mit den Trienter Codices von 1440 bis 1480. Eine zweibändige Faksimileausgabe wurde 2006 von Lorenz Welker herausgegeben.

## Aufführungspraxis
Ob die Stücke im mittelalterlichen St. Emmeram zur Aufführung kamen, ist nach Aussagen des Musikwissenschaftlers David Hiley fraglich: „Wir können nicht davon ausgehen, dass Pötzlingers Liedersammlung im mittelalterlichen St. Emmeram aufgeführt wurde. Die schwierigen Stücke hätten die Möglichkeiten der Klosterkirche zu dieser Zeit bei Weitem überstiegen. Es gibt keine Beweise dafür, dass Musik dieser Art damals in St. Emmeram zu hören war“.